# Königshuld
Königshuld, polnisch Osowiec (1945–2010: Osowiec Śląski) ist eine Ortschaft in Oberschlesien. Das Dorf liegt in der Gemeinde Turawa im Powiat Opolski in der polnischen Woiwodschaft Opole.
Seit 2012 ist Königshuld offiziell zweisprachig (Polnisch und Deutsch).

## Geographie

### Geographische Lage
Königshuld liegt in der historischen Region Oberschlesien im Oppelner Land. Der Ort liegt drei Kilometer nordwestlich vom Gemeindesitz Turawa und zwölf Kilometer nordöstlich von der Kreisstadt und Woiwodschaftshauptstadt Opole.
Der Ort liegt in der Nizina Śląska (Schlesischen Tiefebene) innerhalb der Równina Opolska (Oppelner Ebene). Königshuld liegt an einem Seitenarm der Mała Panew (dt. Malapane), einem rechten Zufluss der Oder. Nördlich des Dorfes erstrecken sich großflächige Waldgebiete. Die Landesstraße Droga krajowa 45 bildet eine Umgehungsstraße für den Ort. Mit er Station Osowiec Przystanek im Osten des Ortes besitzt das Dorf einen Eisenbahnanschluss entlang der Strecke Opole–Kluczbork.

### Ortsteile
Zu Königshuld gehört der östlich liegende Weiler Trzenschin.

### Nachbarorte
Nachbarorte von Königshuld sind im Norden Lugnian (poln. Łubniany) und Jellowa (poln. Jełowa), im Süden Wengern (poln. Węgry) und im Südwesten Kollanowitz (poln. Kolanowice).

## Geschichte

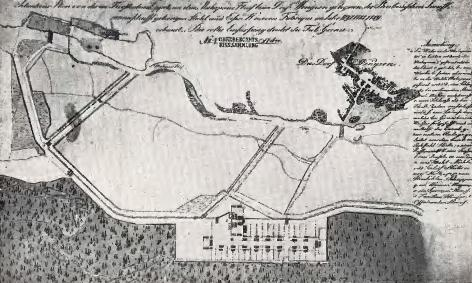
Lageplan von Königshuld 1787

Die Gründung des Ortes ist verbunden mit dem Bau einer Stahlwarenfabrik. Die Erlaubnis zum Bau der Fabrik wurde am 18. Juni 1785 durch ein Königliches Privilegium erteilt, das eine Breslauer Gesellschaft von Sachverständigen bekam. Diese produzierte Rohstahl und geschmiedete Bleche. Die Siedlung wurde zwischen 1787 und 1789 im Zuge der Friderizianischen Kolonisation gegründet. 1789 verzeichnete der Ort insgesamt 62 Einwohner innerhalb von 15 Familien, die vorwiegend deutsch waren. 1798 wurde die evangelische Pfarrei Königshuld gegründet.
Mit Beginn des Ausbaus des Oberschlesischen Kohlereviers sank die Bedeutung des Industrieorts Sausenbergs ab Beginn des 19. Jahrhunderts allmählich. Nach der Neuorganisation der Provinz Schlesien gehörte die Landgemeinde Königshuld ab 1816 zum Landkreis Oppeln im Regierungsbezirk Oppeln. In den 1820er Jahren wanderte ein Teil der Sausenberger Bevölkerung, aufgrund des Verlust von Arbeitsplätzen, nach Brasilien aus. Zusammen mit anderen Siedlern aus der Region gründeten sie neue Siedlungen rund um Ipanema, westlich von Sao Paulo. 1845 bestanden im Dorf eine Stahlfabrik, ein evangelisches Bethaus, eine evangelische Schule, eine Brauerei, eine Brennerei sowie 21 Häuser. Im gleichen Jahr lebten in Königshuld 400 Menschen, davon 166 evangelisch und sechs jüdisch. Um 1860 hatte Königshuld eine Rohstallhütte, zwei Stahlraffinierhütten, eine Zeug-, Schaufel- und Sensenbreithütte, zwei Eisenfrischhütten, ein Ambos- und Sensenschleifwerk, eine Schaufel- und Spatenschmiede, zwei Sägenhandschmieden und eine Ziegelei. Dazu dienten 28 Wasserräder, die vom Wasser der Malapane angetrieben wurden, als Betriebsmittel für die Werke. Die Jahreserzeugung der Königshulder Werke belief sich um 1860 auf rund 5000 Zentner Werkzeugeisen, 6000 Zentner Stahl, 42.000 Stück Schaufeln, Spaten und Sägen, 150.000 Sensen und 15.000 Strohmesser. 1874 wurde der Amtsbezirk Königshuld gegründet, welcher aus den Landgemeinden Königshuld, Kollanowitz und Wengern bestand. Erster Amtsvorsteher war der Hüttenmeister Nikisch in Königshuld.
Bei der Volksabstimmung in Oberschlesien am 20. März 1921 stimmten 300 Wahlberechtigte für einen Verbleib bei Deutschland und 37 für eine Zugehörigkeit zu Polen. Königshuld verblieb nach der Teilung Oberschlesiens beim Deutschen Reich. 1933 lebten im Ort 1.688 Einwohner. 1939 hatte der Ort 1.878 Einwohner. Bis 1945 befand sich der Ort im Landkreis Oppeln.
1945 kam der bis dahin deutsche Ort unter polnische Verwaltung, wurde in Osowiec Śląski umbenannt und der Woiwodschaft Schlesien angeschlossen. Ein Teil der deutschen Bevölkerung wurde vertrieben. 1950 kam der Ort zur Woiwodschaft Opole. 1999 kam der Ort zum Powiat Opolski. 2009 wurde der Ortsname in Osowiec abgeändert. Am 8. März 2012 erhielt der Ort zusätzlich den amtlichen deutschen Ortsnamen Königshuld.

## Sehenswürdigkeiten
- Wegekreuz an der ul. Dworcowa
- Friedhofskapelle

Vor einer der Fabriken im Ort wurde ein Gedenkstein für den preußischen König Friedrich II. aufgestellt. Dieser bestand aus einem hohen Steinwürfel mit einer niedrigen Pyramidenspitze. An einer Seitenfläche befand sich ein großes Bronzerelief Friedrichs des Großen, das von einem Lorbeerkranz umgeben war. An einer weiteren Seitenfläche befand sich eine Gedenktafel für die im Ersten Weltkrieg gefallenen Soldaten aus Königshuld.

## Vereine
- Deutscher Freundschaftskreis
- Fußballverein LZS Stal Osowiec
- Freiwillige Feuerwehr OSP Osowiec

## Persönlichkeiten
- Franz Trautmann (1939–2022), deutscher katholischer Theologe und Religionspädagoge, in Königshuld geboren